# Susanna Rubinstein

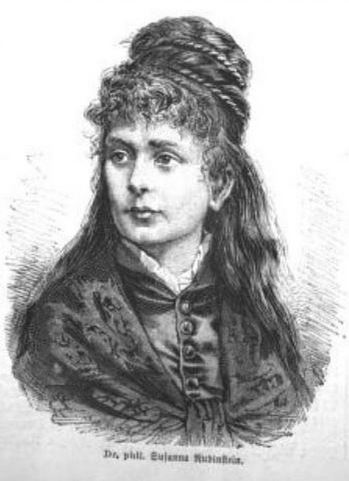
Susanna Rubinstein

Susanna Rubinstein (* 20. September 1847 in Czernowitz; † 29. März 1914 in Würzburg) war eine österreichische Psychologin.

## Leben

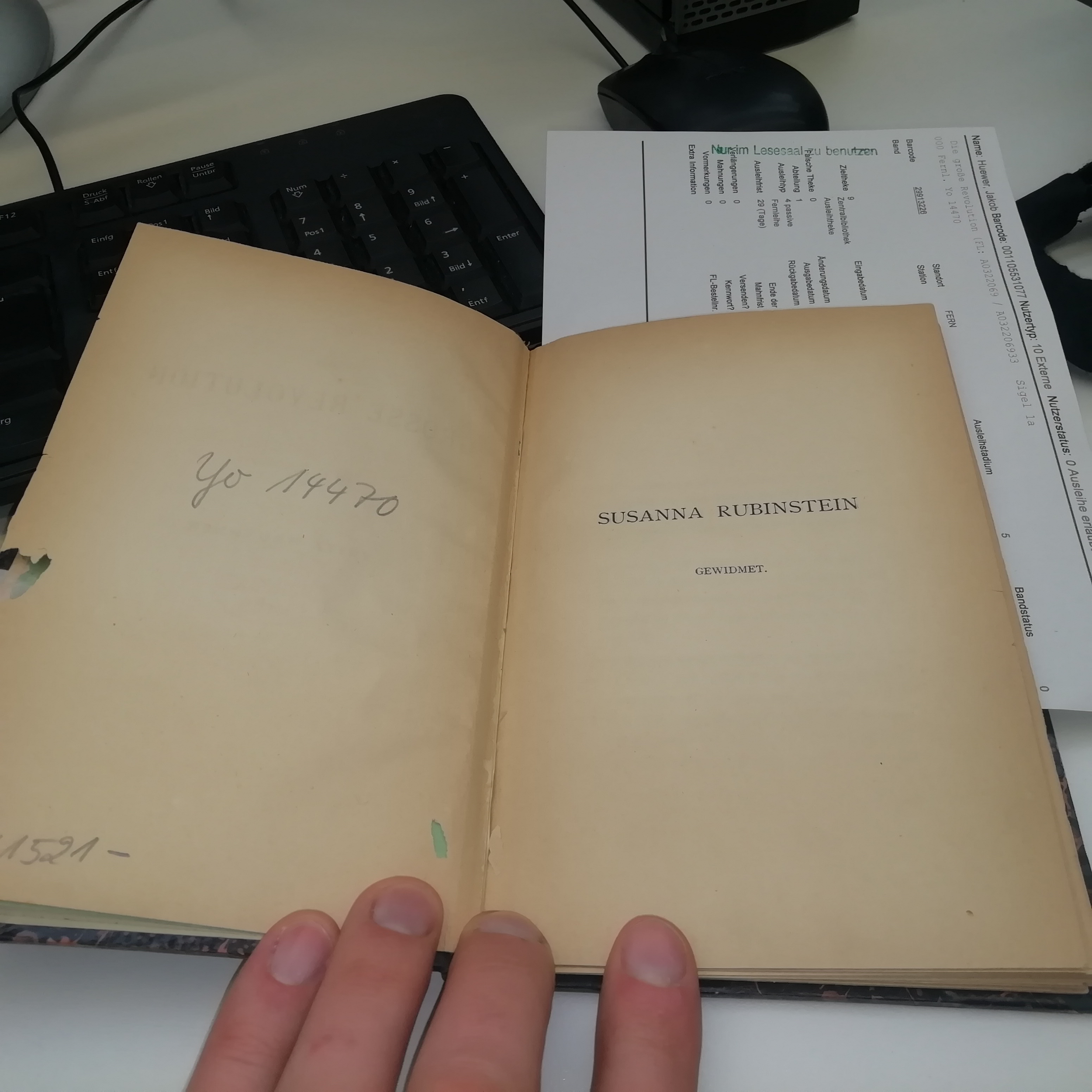
Widmung an Susanna Rubinstein in Mauthners Die große Revolution

Susanna Rubinstein war eine Tochter des Bankiers Isak Rubinstein (ca. 1804–1878), dem ersten aus der Bukowina stammenden jüdischen Reichsratsabgeordneten und Präsidenten der Israelitischen Kultusgemeinde Czernowitz (1872–1877). Mütterlicherseits war sie frühzeitig verwaist. Wie ihre Geschwister wurde sie in ihrer Ausbildung sehr von ihrem Vater gefördert, der ihr zunächst einen privaten Unterricht ermöglichte. In ihrer Geburtsstadt konnte sie allerdings die Matura nicht absolvieren, da zum Zeitpunkt ihrer Jugend in Czernowitz noch kein Mädchengymnasium existierte. So dürfte sie Matura vor einer Kommission eines Knabengymnasiums in Cisleithanien abgelegt haben. Daraufhin wandte sie sich dem Studium der Psychologie und deutschen Literatur zu und bezog zu diesem Zweck zunächst zu Ostern 1870 die Prager Universität. Dort lernte sie Fritz Mauthner kennen, dessen Liebe sie nicht erwiderte. Mauthners Erstlingswerk Die große Revolution, ein Sonettenzyklus, trägt eine Widmung an sie. Drei Jahre später wechselte Rubinstein zur Leipziger und schließlich zur Wiener Universität. In Bern erwarb sie 1874 mit der Dissertation Die sensoriellen und sensitiven Sinne die Doktorwürde. Dies war der erste von der Universität Bern an eine Frau verliehene Doktortitel.
Anschließend hospitierte Rubinstein ein Jahr in Leipzig und darauf in Heidelberg und München. Ihr Hauptarbeitsgebiet war die Psychologie, worüber sie, häufig durch Krankheit unterbrochen, außer wissenschaftlichen Publikationen auch verschiedene Aufsätze in Fachblättern veröffentlichte. In ihrer Heimatstadt lebte sie sich nur noch selten und hielt dort Kurse über schöngeistige Literatur. 1914 starb sie im Alter von 66 Jahren in Würzburg.

## Werke (Auswahl)
- Die sensoriellen und sensitiven Sinne. Edelmann, Leipzig 1874. (books.google.de).
- Psychologisch-ästhetische Essays. Winter, Heidelberg 1878. (books.google.de). Neue Folge 1884.
- Aus der Innenwelt. Psychologische Studien. Edelmann, Leipzig 1888. (books.google.de).
- Zur Natur der Bewegungen. Edelmann, Leipzig 1890.
- Aus dunklem Grunde. (Inhalt: Zur Selbsterlösung. Der Schicksalsbegriff im Lichte der dramatischen Dichtung. Der Wahnsinn in der Tragödie. Die historischen Züge einer schillerischen Frauengestalt.) Edelmann, Leipzig 1892.
- Ein individualistischer Pessimist. Beitrag zur Würdigung Philipp Mainländers. Edelmann, Leipzig 1894. (books.google.de)
- Eine Trias von Willensmetaphysikern. Populär-philosophische Essays. Edelmann, Leipzig 1896. (Digitalisat)
- Psychologisch-ästhetische Fragmente. Edelmann, Leipzig 1903.
- Schiller-Probleme. Edelmann, Leipzig 1908.
- Lexikalischer Schiller-Kommentar. Fischer, Berlin 1913.